# 吉備弓削部虚空
吉備弓削部 虚空（きびのゆげべ の おおぞら）は、日本古代の5世紀後半の官吏・豪族。

## 概要
『日本書紀』巻第十四によると、虚空は雄略天皇の官者（とねり)で、あからさまに（急に）故郷へ帰り、その地の豪族である吉備下道前津屋（きびのしもつみち の さきつや）に引き留められて、何ヶ月も都へ戻れなかった。
雄略天皇は身毛君丈夫（むげ の きみ ますらお）を遣わして、虚空を連れ出すことに成功した。虚空は前津屋の、以下の天皇に対する不敬な行為を報告した。 
「小女（幼女）と毛を抜いて羽をむしった禿げの小鶏を天皇になぞらえ、互いに大女と鈴や金の蹴爪をつけた大鶏とたたかわせ、前者が勝利すると容赦なく殺している」
この報告を聞いた天皇は物部（もののべ）の兵士30人を遣わして、前津屋とその一族70人を殺したという。

## 考察
「弓削部」とは、弓作りの品部であり、吉備弓削部は下道氏の支配下にあった弓作り集団が、天皇家により「部」として召し出されたものと推察される。
吉備上道田狭の行動と併せてみると、吉備一族がしばしば朝鮮半島へ派遣され、その際に課せられた軍事面・経済面での負担が、反抗の大きな原因となったと考えられる。
あるいは、虚空のような中小豪族の中には、前津屋に代表される、岡山市の造山古墳や総社市の作山古墳のような巨大古墳を建造する吉備大首長からの支配から離脱するため、大和政権と組んで、自立的な政治勢力を得ようとしていたのかも知れない。前津屋はこの動きを察知して、虚空の動きを阻もうとした可能性もある。
前津屋の事件とは、吉備社会内部の大首長対中小首長の構造を、大王側が利用して、大首長による叛乱の芽を未然に摘み取ったものととらえることもできる。

## 参考資料
- 『日本書紀』(三)、岩波文庫、1994年
- 『日本書紀』全現代語訳(上）、講談社学術文庫、宇治谷孟：訳、1988年
- 『日本の歴史1　神話から歴史へ』、井上光貞：著、中央公論社、1965年
- 『天皇と古代王権』、井上光貞：著、吉村武彦：編、岩波現代文庫、2000年
- 『毎日グラフ別冊　古代史を歩く4吉備』、毎日新聞社、1987年
- 『日本の古代6　王権をめぐる争い』、岸俊男：編、中公文庫、1996年